# Contrôle nucléaire de procédé
 (février 2024).
Si vous disposez d'ouvrages ou d'articles de référence ou si vous connaissez des sites web de qualité traitant du thème abordé ici, merci de compléter l'article en donnant les références utiles à sa vérifiabilité et en les liant à la section « Notes et références ».
Les contrôles nucléaires de procédés (abrégés par CNP) sont une famille de contrôles de procédés qui utilise des réactions nucléaires. 
Les CNPs sont souvent appliqués sur des matières permettant ce type de réactions, notamment des matières nucléaires comme le combustible nucléaire, dans les différentes étapes de son cycle de vie depuis sa fabrication jusqu'à son traitement.